# Ulrik Augustussen
Ulrik Augustussen (* 4. Mai 1960 in Kangaamiut) ist ein grönländischer Musiker.

## Leben
Ulrik Augustussen wurde als viertes von sieben Kindern in eine Fischerfamilie geboren und wuchs in Kangaamiut auf. Im Alter von 14 Jahren zog er nach Maniitsoq, um die dortige Schule zu besuchen. Ende der 1970er Jahre begann er als Musiker aktiv zu sein und war Sänger in den Bands Naneruaq („Fackel“), Niivertut („Kaufleute“) und Nunaarsussuup Saqqaarmiut („Bewohner der Sonnenseite des großen merkwürdigen Landes“). 1993 wurde er mit dem Koda Award ausgezeichnet.

## Diskografie (Alben)
- mit Naneruaq
  - 1985: Aqqusineq („Straße“)
  - 1987: Sinnattuinnaavaa („Er/Sie träumt das nur“)
  - 1995: Tamaat Nuillarmagu („Als er/sie plötzlich alles sah“)
- mit Niivertut
  - 1990: Tarnit Nunaat („Seelenland“)
  - 1991: Neriunneq („Hoffnung“)
  - 1997: Aneersuavataarta!
- mit Nunaarsussuup Saqqaarmiut
  - 1993: Angerlarsimaffiga („Mein Zuhause“)